# Nombre de Hardy-Ramanujan
1729 és l'anomenat nombre de Hardy-Ramanujan: és el número natural més petit que pot ser expressat com la suma de dos cubs positius de dues maneres diferents: 
El nombre de Hardy-Ramanujan té l'origen en la següent història que té com a protagonistes Godfrey Harold Hardy, i Ramanujan: una vegada, en un taxi de Londres, a Hardy li cridà l'atenció el seu número, 1.729. Devia pensar-hi perquè entrà a l'habitació de l'hospital on era Ramanujan tombat al llit i, amb un «hola» sec, expressà la seua desil·lusió sobre aquest número. Era, segons ell, «un nombre avorrit», i afegí que esperava que no fos un mal presagi. «No, Hardy», va dir Ramanujan, «és un nombre molt interessant. És el nombre més petit expressable com la suma de dos cubs positius de dues maneres diferents».
Hardy, tot seguit, li preguntà si coneixia la resposta per a les quartes potències. Ramanujan contestà, després de meditar-hi, que no podia veure'n la resposta, però que pensava que devia ser un nombre extremament gran. De fet, la resposta, obtinguda amb càlculs d'ordinador, és 
D'una generalització d'aquesta propietat sorgeixen els anomenats nombres taxicab.